# Domari
Le domari est une langue de la branche indo-aryenne du groupe des langues indo-européennes. Il est parlé par les Doms répartis dans tout le Moyen-Orient.